# TeamCity
TeamCity ist ein Java-basierter Server zur kontinuierlichen Integration. Das Programm des russisch-tschechischen Herstellers JetBrains dient als Software-Distributionssystem.
Die erste Version erschien am 2. Oktober 2006. TeamCity ist kommerzielle Software, die proprietär lizenziert wird. Eine Freemium-Lizenz für bis zu 100 Buildkonfigurationen und 3 kostenlose Buildagent-Lizenzen ist verfügbar. Open-Source-Projekte können eine Gratislizenz anfordern. Im Zuge der Bestandsaufnahme zur Solarwinds-Attacke wurde TeamCity u. a. von US-amerikanischen Sicherheitsbehörden als möglicher Angriffsvektor untersucht, da es von 80 % der Top-100-Firmen der Vereinigten Staaten eingesetzt wird.

## Features
- Abgegrenzter Eincheckbuildprozesses (englisch: Gated Commit): Ermöglicht es Softwareentwicklern, ihre Änderungen dahingehend zu überprüfen, ob sie den Build kaputt machen würden, bevor der geänderte Quelltext tatsächlich eingespielt wird.
- Build Grid: Ermöglicht mehrere Builds und Tests auf verschiedenen Betriebssystemen gleichzeitig
- Integrierte Testabdeckung, Inspektion und Quelltextklonsuche.
- Integration in die integrierte Entwicklungsumgebungen Eclipse, IntelliJ IDEA und Visual Studio
- Unterstützte Plattformen: Java, .NET und Ruby

## Unterstützte Versionsverwaltungen
- CVS
- Git
- Mercurial
- Perforce
- Rational ClearCase
- Borland StarTeam
- SVN
- Team Foundation Server
- Vault
- Visual SourceSafe
- Visual Studio Team Services